# Addounia TV
Addounia TV (en árabe: قناة الدنيا الفضائية) es un canal de televisión privado con sede en Damasco, Siria. Inició transmisiones el 23 de marzo de 2007. El canal fue descrito por algunos medios de comunicación occidentales como un canal "semi-estatal" y como "vocero del gobierno".
Addounia TV es un canal hermano de Sama TV.

## Programas
Addounia TV ofrece una variedad de programas de interés general. Las noticias son emitidas en cinco boletines diarios: a las 2:00 a. m., 11:00 a. m., 2:00 p. m., 5:00 p. m. y 8:00 p. m. (hora de Damasco). Muchos otros programas se muestran en el canal; algunos de ellos son:
- Sabah al Khair (Buenos días, صباح الخير)
- 7 días
- Drama sirio
- Shi Chic (Algo elegante, شي شيك)
- Todos los Deportes
- Ain ala al Hadas (Ojo en el evento, عين على الحدث)
- Fin de semana
- Teatro de cerca (دراما زووم)
- Cinema in
- Sa'a Houra (Hora libre, ساعة حرة)
- Boletín de noticias (نشرة الأخبار الرئيسية)
- Desde la sala de redacción (من غرفة الأخبار)
- Tubo Shabab (Tubo Juventud, شباب تيوب)
- Sahtak bel Dounia (Tu salud vale mucho, صحتك بالدنيا) con el Dr. Dana Al-Hamwi

## Presentadores
Presentadores actuales de Addounia TV:
Presentadores de noticias: Wafa Al-Douiri (وفاء الدويري) y Majed Hermuz (مجد هرمز).
Otros presentadores: Roaa Abbas (رؤى عباس), Evleen Haddad (ايفلين حداد), Kinda Asfoura (كندة عصفورة) y Reem Maarouf (ريم معروف).
Corresponsales que realizan reportes informativos para Sama TV: Ahmad al-Aaqel (أحمد العاقل), Kinda al-Khidr (كندة الخضر), Ata Farhat (عطا فرحات), Diana Farfour (ديانا فرفور ), Kinana Allouche (كنانة علوش), Leen Tarabishi (لين طرابيشي) y Haidar Mustafa (حيدر مصطفى).
'Presentadores notables de Sama TV en el pasado:'  Nizar Al-Farra (نزار الفرا), Hanaa Al-Saleh (هناء الصالح), el Dr. Mohammed Abdel-Hamid (د.محمد عبد الحميد), Salem Al-Sheikh Bakri (سالم الشيخ بكري), Inas Fadhloun (إيناس فضلون), Toulin Mustafa (تولين مصطفى) y Reem Sherkawi (ريم شرقاوي).
Otros presentadores notables en la actualidad: Salam Ishak (سلام اسحق), Micheline Azar (ميشلين عازار), Wafa Shabrouni (وفاء شبروني), Rania Thanoun (رانيا ذنون), Jansa Al-Hukmiya (خنساء الحكمية), Majed Musallam (مجد مسلم) y Sara Dabbous (سارة دبوس).

## Addounia TV durante la crisis siria
El 23 de septiembre de 2011, el Consejo de la Unión Europea añadió a Addounia TV a su lista de personas y entidades sancionadas, sobre la base de que Addounia TV había "incitado a la violencia contra la población civil" en Syria. Después de un mes el 20 de octubre de 2011 la señal de Addounia TV se interrumpió en Hotbird. 
El Canal Addounia TV dijo que las sanciones impuestas por la Unión Europea contradicen la libertad de prensa y de las convenciones internacionales que protegen la libertad de expresión.
Addounia TV ha suspendido el 5 de febrero de 2012 su servicio de SMS 'Últimas noticias' temporalmente debido a que fue hackeado por la oposición.
La Liga Árabe pidió oficialmente a los operadores de satélites Arabsat y Nilesat dejar de transmitir los medios de comunicación sirios, incluyendo Addounia TV en 2012. La Agencia de Noticias del Estado sirio junio, SANA, dijo que la medida para detener la transmisión representa un "engañosa campaña lanzada contra Siria".
El Presidente Bashar al-Assad dio una entrevista el 29 de agosto de 2012 a Addounia TV en la que habló sobre los acontecimientos locales y regionales. The whole interview is available on YouTube with English subtitles.
El 5 de septiembre de 2012, las emisiones de los canales de televisión sirios fueron quitadas de Arabsat (de origen Saudí) y Nilesat, incluyendo Addounia TV.
El periodista Suheil al-Ali de Addounia TV murió el 4 de enero de 2013 después de sufrir heridas cuatro días antes, cuando combatientes de la oposición abrieron fuego contra él en el campo de Damasco cuando se dirigía a casa después de actividad laboral.
El 16 de mayo de 2013, el Departamento de Estado de los Estados Unidos incluyó Addounia Televisión en la "lista negra" de sanciones de los Estados Unidos.
El 25 de marzo de 2014, la radiodifusión de Addounia TV regresó al Nilesat después de más de 18 meses de suspensión del canal.

## Premios
- En noviembre de 2010, Addounia TV ganó el Premio Palmyra Tetrapylon a Mejor canal satelital en árabe.[15]